# Tangil
Tangil es una freguesia portuguesa del concelho de Monção, en el distrito de Viana do Castelo, con 21,34 km² de superficie y 768 habitantes (2011). Su densidad de población es de 36 hab/km².
Situada en el extremo sudeste del concelho de Monçao, lindando al sur con el de Arcos de Valdevez y atravesada por el río Mouro, Tangil es una freguesia eminentemente rural, afectada en las últimas décadas por un fuerte proceso migratorio (tenía 1417 habitantes en 1981). Perteneció al concelho de Valadares hasta la extinción de este en 1855.
En el patrimonio histórico-artístico de Tangil cabe señalar la capilla del Señor del Juicio Final y las casas solariegas blasonadas de Ladreda y Pedral.

## Galería

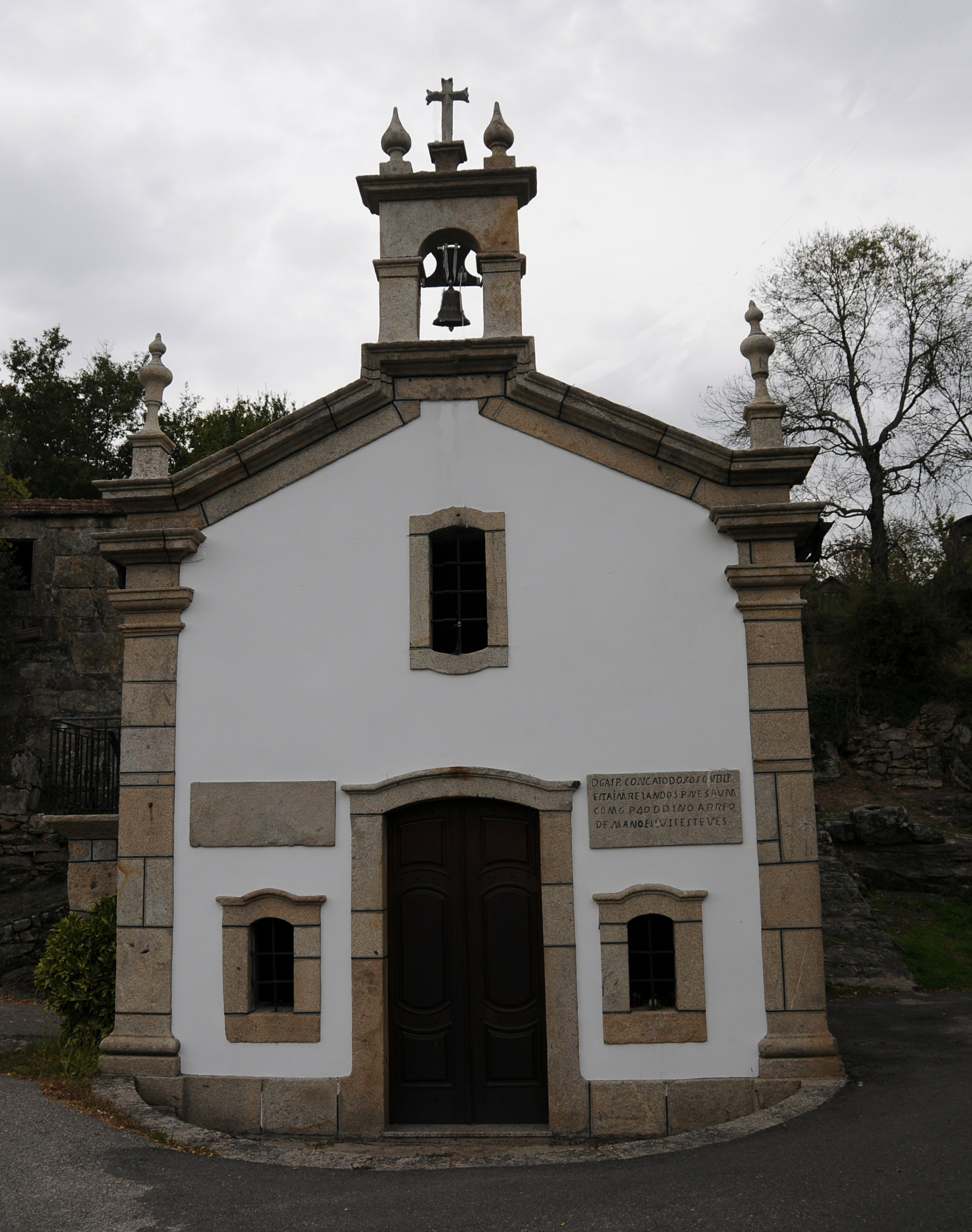
Capela do Senhor do Juízo Final,